# فائوستو توتسی
فائوستو توتسی (به انگلیسی: Fausto Tozzi) (زاده ۲۹ اکتبر ۱۹۲۱ – درگذشته ۱۰ دسامبر ۱۹۷۸) بازیگر ایتالیایی بود.
از فیلم‌های معروف او می‌توان به بازی در در آخرین لحظه، مردی به نام اسلج، عجایب علاءالدین، فرانک بدجنس و تونی بی‌مخ، کاستا دیوا و فریاد یک فاحشه اشاره کرد.